# Panasonic
Panasonic er en japansk producent af elektroniske produkter, så som fjernsyn, mobiltelefoni, stereoanlæg og varmepumper. Panasonic er et varemærke under Matsushita Electric Industrial Co Ltd. of Japan (MEI), et af verdens største producenter af forbrugerelektronik. Sidstnævnte ejer også Technics, producent af lydudstyr.
- Moderne Panasonic-dampstrygejern
- Panasonic VHS-Video-kassette-optager
- Panasonic S-VHS-Video-kassette-optager
- Panasonic Cyklen i sporten[2]
- Panasonic Klimaanlæg
- Panasonic Toughbook-Computer
- Lumix-Mobiltelefon med Zoom-Optisk linse
- Panasonic-TV IFA (Berlin 2010)